# Paul Booz

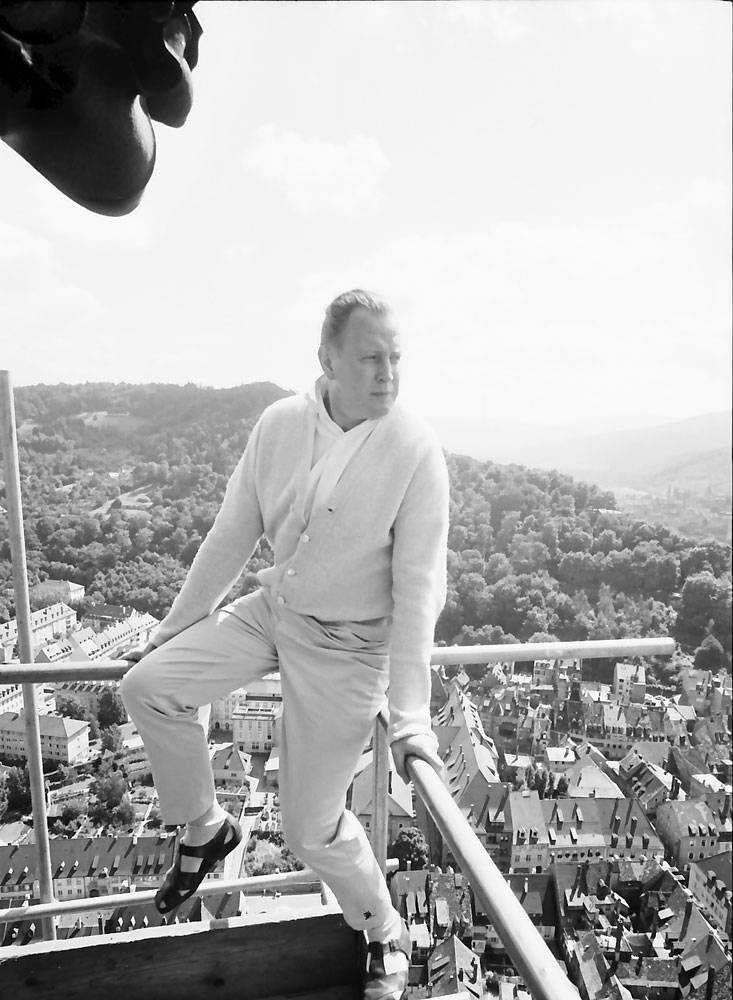
Paul Booz auf dem Münsterturm (1963)

Paul Booz (* 13. Juli 1917 in Todtmoos; † 12. Juni 1970 in Freiburg im Breisgau) war ein deutscher Architekt und von 1964 bis 1970 Freiburger Münsterbaumeister.

## Leben und Wirken
Paul Booz wurde 1952 an der Technischen Hochschule Darmstadt mit einer Dissertation Die Meister des gotischen Kirchenbaus promoviert, erschienen 1956 unter dem Titel Der Baumeister der Gotik. 1958 kam er als Architekt an den Freiburger Münsterbauverein, wo seine erste Aufgabe die Restaurierung des nördlichen Hahnenturms war. 1964 wurde ihm offiziell das Amt des Münsterbaumeisters übertragen. Unter seiner Leitung wurden seit 1963 der Maßwerkhelm, seit 1967 der Unterbau des Münsterturms restauriert.
„Nüchternheit, Zurückhaltung im Verkehr mit Menschen, Hilfsbereitschaft, Unbeirrbarkeit bei der Durchführung seiner Aufgabe und höchstes Verantwortungsgefühl gegenüber dem Kunstwerk haben“, wie sein Nachruf betont, „Paul Booz als Münsterbaumeister ausgezeichnet.“
Sein wissenschaftlicher Nachlass wurde 1994 vom Stadtarchiv Freiburg übernommen.

## Nachruf
- Klaus Geis: In memoriam Dr.-Ing. Paul Booz, Münsterbaumeister in Freiburg im Breisgau. In: Nachrichtenblatt der Denkmalpflege in Baden-Württemberg 13, 1970, S. 35f.

## Schriften  (Auswahl)
- Der Baumeister der Gotik (Kunstwissenschaftliche Studien 27). Deutscher Kunstverlag, Berlin 1956.
- 75 Jahre Münsterpflege – Freiburger Münsterbauverein 1965. Herder, Freiburg 1965.
- Bau- und Kunstgeschichte des Klosters St. Blasien und seines Herrschaftsbereiches (herausgegeben und bearbeitet von Marianne Booz). Schillinger Verlag, Freiburg 2001. ISBN 978-3-89155-264-3

| Personendaten    | Personendaten                                        |
| ---------------- | ---------------------------------------------------- |
| NAME             | Booz, Paul                                           |
| KURZBESCHREIBUNG | deutscher Architekt und Freiburger Münsterbaumeister |
| GEBURTSDATUM     | 13. Juli 1917                                        |
| GEBURTSORT       | Todtmoos                                             |
| STERBEDATUM      | 12. Juni 1970                                        |
| STERBEORT        | Freiburg im Breisgau                                 |